# Uroš Kabić
Uroš Kabić, né le 1er janvier 2004 à Novi Sad en Serbie, est un footballeur serbe qui évolue au poste d'ailier droit au FK Čukarički, en prêt de l'Étoile rouge de Belgrade.

## Biographie

### En club
Né à Novi Sad en Serbie, Uroš Kabić est formé par le club local du FK Vojvodina Novi Sad, qu'il rejoint à l'âge de dix ans. C'est avec ce club qu'il fait ses débuts en professionnel, le 30 octobre 2020 lors d'un match de championnat contre le OFK Bačka. Il entre en jeu à la place d'Aranđel Stojković (en) et son équipe s'impose par trois buts à un,,.
Le 29 juillet 2021, Kabić inscrit son premier but en professionnel à l'occasion d'une rencontre qualificative pour la Ligue Europa Conférence contre le FK Panevėžys. Il permet ainsi à son équipe de l'emporter (0-1 score final),.
Le 23 juillet 2023, Uroš Kabić rejoint l'un des clubs les plus importants du pays, l'Étoile rouge de Belgrade. Il signe un contrat de quatre ans, soit jusqu'en juin 2027.

### En sélection
Le 9 mars 2022 Uroš Kabić inscrit son premier but avec les moins de 19 ans et délivre une passe décisive contre la Croatie. Les jeunes serbes s'imposent par trois buts à zéro ce jour-là.